# Sabit Bilali
Sabit Bilali (in macedone Сабит Билали?; Pola, 15 agosto 1997) è un calciatore croato naturalizzato macedone, centrocampista del Gjilani.

## Carriera

### Club
Il 12 gennaio 2023 viene acquistato a titolo definitivo dalla squadra albanese del Partizani Tirana.

### Nazionale
Nel 2013 ha giocato 2 partite con la maglia della nazionale macedone Under-17.

## Statistiche

### Presenze e reti nei club
Statistiche aggiornate al 25 maggio 2025.
| Stagione                | Squadra                 | Campionato              | Campionato | Campionato | Coppe nazionali | Coppe nazionali | Coppe nazionali | Coppe continentali | Coppe continentali | Coppe continentali | Altre coppe | Altre coppe | Altre coppe | Totale | Totale |
| Stagione                | Squadra                 | Comp                    | Pres       | Reti       | Comp            | Pres            | Reti            | Comp               | Pres               | Reti               | Comp        | Pres        | Reti        | Pres   | Reti   |
| ----------------------- | ----------------------- | ----------------------- | ---------- | ---------- | --------------- | --------------- | --------------- | ------------------ | ------------------ | ------------------ | ----------- | ----------- | ----------- | ------ | ------ |
| 2015-2016               | Dinamo Zagabria II      | 2. HNL                  | 2          | 0          | -               | -               | -               | -                  | -                  | -                  | -           | -           | -           | 2      | 0      |
| 2016-2017               | Luckenwalde             | RLN                     | 29         | 1          | -               | -               | -               | -                  | -                  | -                  | -           | -           | -           | 29     | 1      |
| 2017-gen. 2018          | Luckenwalde             | RLN                     | 0          | 0          | -               | -               | -               | -                  | -                  | -                  | -           | -           | -           | 0      | 0      |
| Totale Luckenwalde      | Totale Luckenwalde      | Totale Luckenwalde      | 29         | 1          |                 | -               | -               |                    | -                  | -                  |             | -           | -           | 29     | 1      |
| feb.-giu. 2018          | Gostivar                | VL                      | 0          | 0          | CM              | 0               | 0               | -                  | -                  | -                  | -           | -           | -           | 0      | 0      |
| 2018-2019               | Makedonija G.P.         | PL                      | 34         | 0          | CM              | 5               | 0               | -                  | -                  | -                  | -           | -           | -           | 39     | 0      |
| 2019-2020               | Shkupi                  | PL                      | 23         | 0          | CM              | 2               | 0               | UEL                | 2                  | 0                  | -           | -           | -           | 27     | 0      |
| 2020-2021               | Shkupi                  | PL                      | 31         | 0          | CM              | 1               | 0               | UEL                | 1                  | 0                  | -           | -           | -           | 33     | 0      |
| Totale Shkupi           | Totale Shkupi           | Totale Shkupi           | 54         | 0          |                 | 3               | 0               |                    | 3                  | 0                  |             | -           | -           | 60     | 0      |
| 2021-2022               | Škendija                | PL                      | 15         | 0          | CM              | 1               | 0               | UCL+UECL           | 0+2                | 0                  | -           | -           | -           | 18     | 0      |
| 2022-gen. 2023          | Škendija                | PL                      | 11         | 1          | CM              | 0               | 0               | UECL               | 0                  | 0                  | -           | -           | -           | 11     | 1      |
| Totale Škendija         | Totale Škendija         | Totale Škendija         | 26         | 1          |                 | 1               | 0               |                    | 2                  | 0                  |             | -           | -           | 29     | 1      |
| gen.-giu. 2023          | Partizani Tirana        | KS                      | 11         | 0          | CA              | 1               | 0               | UECL               | -                  | -                  | -           | -           | -           | 12     | 0      |
| 2023-gen. 2024          | Partizani Tirana        | KS                      | 9          | 0          | CA              | 0               | 0               | UCL+UECL           | 1+5                | 0                  | SA          | 0           | 0           | 15     | 0      |
| Totale Partizani Tirana | Totale Partizani Tirana | Totale Partizani Tirana | 20         | 0          |                 | 1               | 0               |                    | 6                  | 0                  |             | 0           | 0           | 27     | 0      |
| gen.-giu. 2024          | Rabotnički              | PL                      | 14         | 1          | CM              | 0               | 0               | -                  | -                  | -                  | -           | -           | -           | 14     | 1      |
| 2024-2025               | Gjilani                 | SL                      | 31         | 2          | CK              | 2               | 0               | -                  | -                  | -                  | -           | -           | -           | 33     | 2      |
| 2025-2026               | Gjilani                 | SL                      | 0          | 0          | CK              | 0               | 0               | -                  | -                  | -                  | -           | -           | -           | 0      | 0      |
| Totale Gjilani          | Totale Gjilani          | Totale Gjilani          | 31         | 2          |                 | 2               | 0               |                    | -                  | -                  |             | -           | -           | 33     | 2      |
| Totale carriera         | Totale carriera         | Totale carriera         | 210        | 5          |                 | 12              | 0               |                    | 11                 | 0                  |             | -           | -           | 233    | 5      |

## Palmarès

### Club

#### Competizioni nazionali
- Campionato albanese: 1

Partizani Tirana: 2022-2023